# Marktstammdatenregister

Logo

Das Marktstammdatenregister (MaStR) ist ein behördliches Register aller Anlagen und Einheiten im deutschen Energiesystem. Es wird durch die Bundesnetzagentur (BNetzA) geführt.

## Zweck, Rechtsgrundlage
Das Marktstammdatenregister fasst mehrere zuvor separat geführte Zusammenstellungen von Energieeinrichtungen in einem gemeinsamen Register zusammen. Dazu gehören die Kraftwerksliste, das Anlagenregister und das PV-Meldeportal. Damit soll eine Steigerung der Datenqualität erreicht werden. Viele behördliche Meldepflichten können durch die zentrale Registrierung vereinheitlicht, vereinfacht oder ganz abgeschafft werden. Neu ist, dass unter anderem auch Speicher für elektrische Energie (zum Beispiel sogenannte PV-Speicher) gemeldet werden müssen.
Rechtsgrundlage für das Marktstammdatenregister ist die Marktstammdatenregisterverordnung.

## Nomenklatur
Im Marktstammdatenregister wird zwischen Einheiten und Anlagen unterschieden. Einheiten sind ortsfeste
- Gaserzeugungseinheiten
- Gasspeicher
- Gasverbrauchseinheiten
- Stromerzeugungseinheiten
- Stromspeicher
- Stromverbrauchseinheiten

Anlagen bestehen aus mehreren Einheiten.
Einheiten von Solaranlagen, die von demselben Betreiber am selben Standort gleichzeitig in Betrieb genommen werden, sind summarisch als eine Einheit zu registrieren.
Marktakteure, Einheiten und Anlagen erhalten nach der Registrierung eine sogenannte MaStR-Nummer. Diese Nummern bestehen
aus
- einem Präfix aus drei Buchstaben, der die Marktfunktion kennzeichnet,
- einer Versionsnummer (beginnend mit „9“),
- zehn zufällig generierten Ziffern und
- einer abschließenden Prüfziffer.

Bei Marktakteuren können zur Abgrenzung der Marktrollen zwei „sprechende“ Buchstaben als Suffixe angehängt werden.
Beispiele:
- Stromnetzbetreiber (SNB) in seiner Marktrolle als Anschlussnetzbetreiber (AN): SNB 9 0123456789 8 AN
- Akteur im Gasmarkt (AGM) in seiner Marktrolle als Transportkunde (TK): AGM 9 9876543210 8 TK
- EEG-Anlage: EEG 9 1928376452 6

## Eintragungspflicht
Marktakteure sind verpflichtet, sich im Marktstammdatenregister zu registrieren. Marktakteure sind:
1. Betreiber von Einheiten, insbesondere Stromerzeugungseinheiten wie Photovoltaik und Speicher
2. Betreiber von organisierten Energie-Marktplätzen
3. Bilanzkreisverantwortliche
4. Messstellenbetreiber
5. Übertragungsnetzbetreiber, Verteilnetzbetreiber, einschließlich der Betreiber von geschlossenen Verteilernetzen
6. Personen, die nach Artikel 9 der EU-Verordnung 1227/2011 über die Integrität und Transparenz des Energiegroßhandelsmarkts bei der Bundesnetzagentur registriert werden
7. Personen, die Projekte registrieren
8. Stromlieferanten, die Strom unter Nutzung eines Energieversorgungsnetzes liefern
9. Transportkunden.

Betreiber sind verpflichtet, ihre Einheiten zu registrieren. Für Stromverbrauchseinheiten und Gasverbrauchseinheiten gilt eine Eintragungspflicht nur, wenn diese an das Hoch- und Höchstspannungsnetz bzw. an das Gas-Fernleitungsnetz angeschlossen sind. Einheiten und Anlagen müssen innerhalb eines Monats nach ihrer Inbetriebnahme im Marktstammdatenregister eingetragen werden. Die Eintragung in das Marktstammdatenregister ist eine der Voraussetzungen für Betreiber von EE-Anlagen, Zahlungen nach dem Erneuerbare-Energien-Gesetz zu erhalten.

## Nutzung
Das Register ist dafür vorgesehen, dass Behörden zur Erfüllung ihrer Aufgaben auf eine Übersicht von Energieanlagen zugreifen können. Darüber hinaus ist aber auch die kostenlose Benutzung durch jedermann möglich.
Nach Eintragung aller Marktakteure, Anlagen und Einheiten rechnet die Bundesnetzagentur mit etwa 2 Millionen Datensätzen. Im Januar 2025 sind mehr als 6,7 Millionen Datensätze angelegt.
Folgende Behörden erhalten einen vollen Zugriff auf die gespeicherten Daten:
1. Bundesministerium für Wirtschaft und Energie
2. Bundeskartellamt
3. Umweltbundesamt
4. Bundesamt für Wirtschaft und Ausfuhrkontrolle
5. Bundesanstalt für Landwirtschaft und Ernährung
6. Statistisches Bundesamt
7. Finanzbehörden des Bundes und der Länder
8. Landesregulierungsbehörden

Einschränkungen bei der öffentlichen Datenbereitstellung bestehen bei:
- PV-Anlagen bis 30 Kilowatt
- Stromspeicher bis 30 Kilowatt Nettonennleistung
- Anlagen, die zu kritischen Infrastrukturen gehören
- schwarzstartfähigen Kraftwerken
- personenbezogene Daten

## Fristen
Das Marktstammdatenregister steht seit dem 31. Januar 2019 zur Verfügung. Betreiber von Bestandsanlagen sind zur Neueintragung ihrer Anlagen und Einheiten verpflichtet. Betreiber von Bestandsanlagen, die vor dem 1. Juli 2017 in Betrieb genommen worden waren, hatten bis zum 30. September 2021 Zeit für die Eintragung. Betreiber von Anlagen, die seit dem 1. Juli 2017 in Betrieb genommen werden, haben nach Inbetriebnahme ihrer Anlage einen Monat Zeit für die Eintragung.